# Agrias vinosa
Agrias vinosa är en fjärilsart som beskrevs av Le Moult 1926. Agrias vinosa ingår i släktet Agrias och familjen praktfjärilar. Inga underarter finns listade i Catalogue of Life.